# Gu-Rum Choi
Gu-Rum Choi Guevara (ur. 22 sierpnia 1998 w Callao) – peruwiański piłkarz pochodzenia południowokoreańskiego występujący na pozycji środkowego obrońcy, od 2019 roku zawodnik ADT.
Jego ojciec pochodzi z Korei Południowej, zaś matka z Peru.